# Trisetum subspontaneum
Trisetum subspontaneum là một loài thực vật có hoa trong họ Hòa thảo. Loài này được (Tzvelev) Czerepan. miêu tả khoa học đầu tiên năm 1981.